# Acrosanthes
Acrosanthes Eckl. & Zeyh. è un genere di piante succulente della famiglia delle Aizoacee, diffuso in Sudafrica e Namibia. È l'unico genere della sottofamiglia Acrosanthoideae.

## Tassonomia
Comprende le seguenti specie:
- Acrosanthes anceps (Thunb.) Sond.
- Acrosanthes angustifolia Eckl. & Zeyh.
- Acrosanthes decandra Fenzl
- Acrosanthes humifusa (Thunb.) Sond.
- Acrosanthes microphylla Adamson
- Acrosanthes parviflora J.C.Manning & Goldblatt
- Acrosanthes teretifolia Eckl. & Zeyh.